# منشأة الهلباوي
قرية منشاة الهلباوى هي إحدى القرى التابعة لمركز كفر الدوار في محافظة البحيرة في جمهورية مصر العربية. حسب إحصاءات سنة 2006، بلغ إجمالي السكان في منشاة الهلباوى 9120 نسمة، منهم 4516 رجل و4604 امرأة.